# Live EP (Live at Fashion Rocks)
Live EP (Live At Fashion Rocks) é um EP ao vivo, gravado no ano de 2005 pela banda Arcade Fire juntamente com David Bowie. A performance ocorreu no dia 8 de setembro de 2005, em Fashion Rocks, Nova Iorque.
Bowie contribuiria, também, como vocal de apoio na música Reflektor, da banda Arcade Fire, primeiro single e faixa-título do quarto álbum da banda, lançado em 2013.
O dinheiro arrecadado nas vendas do EP foi direcionado às vítimas do Furacão Katrina, em Nova Orleans.

## Lista de Canções
| N.º | Título          | Álbum Original                                                | Duração |  |
| 1.  | "Life on Mars?" | Hunky Dory                                                    | 4:54    |  |
| 2.  | "Wake Up""      | Funeral                                                       | 5:43    |  |
| 3.  | "Five Years"    | The Rise and Fall of Ziggy Stardust and the Spiders from Mars | 3:46    |  |